# مواضع تأنيث الفعل وجوبا وجوازا
ثمة مواضع يجب تأنيث الفعل ومواضع أخرى يجوز تأنيث الفعل
يؤنث الفعل مع الفاعل بتاء التأنيث الساكنة في آخر الماضي، وبتاء متحركة في أول المضارع

## المواضع التي يجب فيها تأنيث الفعل
- إذا كان الفاعل اسمًا ظاهرًا حقيقي التأنيث غير مفصول عن الفعل بفاصل

1. قوله جل جلاله ﴿قَالَتِ امْرَأَةُ الْعَزِيزِ الآنَ حَصْحَصَ الْحَقُّ﴾
2. قوله جل جلاله ﴿يَا أُخْتَ هَارُونَ مَا كَانَ أَبُوكِ امْرَأَ سَوْءٍ وَمَا كَانَتْ أُمُّكِ بَغِيًّا﴾
3. قوله جل جلاله ﴿إِذْ قَالَتِ امْرَأَةُ عِمْرَانَ رَبِّ إِنِّي نَذَرْتُ لَكَ مَا فِي بَطْنِي مُحَرَّرًا﴾
4. قوله جل جلاله ﴿قَالَتْ نَمْلَةٌ يَا أَيُّهَا النَّمْلُ ادْخُلُوا مَسَاكِنَكُمْ﴾
5. قوله جل جلاله ﴿وَلَمَّا فَصَلَتِ الْعِيرُ قَالَ أَبُوهُمْ إِنِّي لَأَجِدُ رِيحَ يُوسُفَ ۖ لَوْلَا أَن تُفَنِّدُونِ﴾
6. جاءَت ليلى للمنزل
7. حنَّت الناقة إلى فصيلها

- إذا كان الفاعل ضميرًا عائدًا على مؤنث حقيقي التأنيث أو مجازي التأنيث

1. قوله جل جلاله ﴿قَالَتْ إِنَّ أَبِي يَدْعُوكَ لِيَجْزِيَكَ أَجْرَ مَا سَقَيْتَ لَنَا﴾
2. قوله جل جلاله ﴿إِذَا السَّمَاءُ انشَقَّتْ (1) وَأَذِنَتْ لِرَبِّهَا وَحُقَّتْ (2)﴾
3. ليلى جاءَت
4. الناقة حنَّت[1]

## المواضع التي يجوز فيها تأنيث الفعل
- إذا كان الفاعل حقيقي التأنيث مفصولًا عن فعله

1. قوله جل جلاله ﴿إِذَا جَاءَكَ الْمُؤْمِنَاتُ يُبَايِعْنَكَ عَلَىٰ أَنْ لَا يُشْرِكْنَ بِاللَّهِ شَيْئًا﴾
2. جاءت/جاء للمنزل ليلى
3. حنَّت/حن إلى الفصيل الناقة

- إذا كان الفاعل ظاهرًا مجازي التأنيث

1. قوله جل جلاله ﴿حَقَّ عَلَيْهِمُ الضَّلالَةُ﴾
2. قوله جل جلاله ﴿حَقَّتْ عَلَيْهِ الضَّلالَةُ﴾
3. قوله جل جلاله ﴿وَأَخَذَ الَّذِينَ ظَلَمُواْ الصَّيْحَةُ﴾
4. قوله جل جلاله ﴿وَأَخَذَتِ الَّذِينَ ظَلَمُواْ الصَّيْحَةُ﴾
5. قوله جل جلاله ﴿قَدْ جَاءَتْكُمْ مَوْعِظَةٌ مِنْ رَبِّكُمْ﴾
6. قوله جل جلاله ﴿الَّذِينَ قَالُوا إِنَّ اللَّهَ عَهِدَ إِلَيْنَا أَلا نُؤْمِنَ لِرَسُولٍ حَتَّى يَأْتِيَنَا بِقُرْبَانٍ تَأْكُلُهُ النَّارُ﴾
7. أسرع/أسرعت الطائرة
8. أثمرت/أثمر الشجرة

- إذا كان الفاعل جمع تكسير

1. قوله جل جلاله ﴿قَالَتِ الْأَعْرَابُ آمَنَّا قُل لَّمْ تُؤْمِنُوا وَلَكِن قُولُوا أَسْلَمْنَا﴾
2. قوله جل جلاله ﴿وَقَالَ نِسْوَةٌ فِي الْمَدِينَةِ امْرَأَةُ الْعَزِيزِ تُرَاوِدُ فَتَاهَا عَنْ نَفْسِهِ﴾
3. قوله جل جلاله ﴿فَاخْتَلَفَ الْأَحْزَابُ مِن بَيْنِهِمْ فَوَيْلٌ لِّلَّذِينَ كَفَرُوا مِن مَّشْهَدِ يَوْمٍ عَظِيمٍ﴾
4. قوله جل جلاله ﴿فَاخْتَلَفَ الْأَحْزَابُ مِن بَيْنِهِمْ فَوَيْلٌ لِّلَّذِينَ ظَلَمُوا مِنْ عَذَابِ يَوْمٍ أَلِيمٍ﴾
5. أقبلت/أقبل الطلاب
6. هجمت/هجم الأبطال[1]

## حقيقي التأنيث ومجازي التأنيث
في اللغة يُقسَّم الاسم المؤنت إلى قسمين هما:
1. حقيقي التأنيث: ذوات رحم: نحو ليلى، وبقرة، ودجاجة
2. مجازي التأنيث: ليست بذوات رحم: نحو قارورة، وطاولة، وشجرة